# Route nationale 98 (Algérie)
Pour les articles homonymes, voir N98 et Route nationale 98.
La route nationale 98 (N 98) en 
est une route nationale dans la wilaya de Tlemcen, reliant la ville de Tlemcen au port de Ghazaouet sur une soixantaine de kilomètres.

## Historique
Jusqu'à la fin des années 1970, pour aller de Tlemcen à Ghazaouet il fallait passer par Nedroma et emprunter deux chemins de wilaya les CW38 et le CW46.
Une nouvelle route plus directe entre la N35 et Ghazaouet est construite. En 1980, la partie entre Hennaya et la N35 sur 18km est élevée au rang de route nationale nommée N98.
La nouvelle route de 41km entre la N35 et Ghazaouet ne devient une route nationale qu'en 1999, portant la totalité du tracé à 59km.
Entre 2005 et 2006, la portion entre Hennaya et la N35 est transformée en voie rapide en 2x2 voies.

## Paysages
La première partie entre Hennaya et la RN35 traverse la plaine des Zenata jusqu'à l'oued Tafna, alors que la seconde traverse les monts des Traras jusqu'au port de Ghazaouet au bord de la mer Méditerranée.

## Parcours
- Échangeur N22/N98 à Hennaya (km 0)
- Croisement N22A à Zenata, en direction de l'aéroport de Tlemcen (km 9)
- Croisement CW71 vers Ouled Riyah (km 12)
- Traversée de l'Oued Tafna (km 16,5)
- Rond-point croisement N35 près de Gouassir (km 17,5)
- Boukiou, croisement CW4 vers Bordj Arima (km 21)
- Croisement CW105 vers Fellaoucene (km 26)
- Croisement chemin communal vers Ain Kebira (km 31)
- Croisement CW103 vers Honaine (km 38,5)
- Croisement CW102 vers Nedroma (km 46,4)
- Croisement CW102 vers Sidi Youcha (km 48,2)
- Dar Bentata (km 49)
- Bab Khroufa, chemin communal vers El Bor (km 51)
- Croisement route de Sidi Amar (Ghazaouet) (km 54,6)
- Croisement N99 devant la gare de Ghazaouet (km 59)